# St. Johannis (Görbitzhausen)

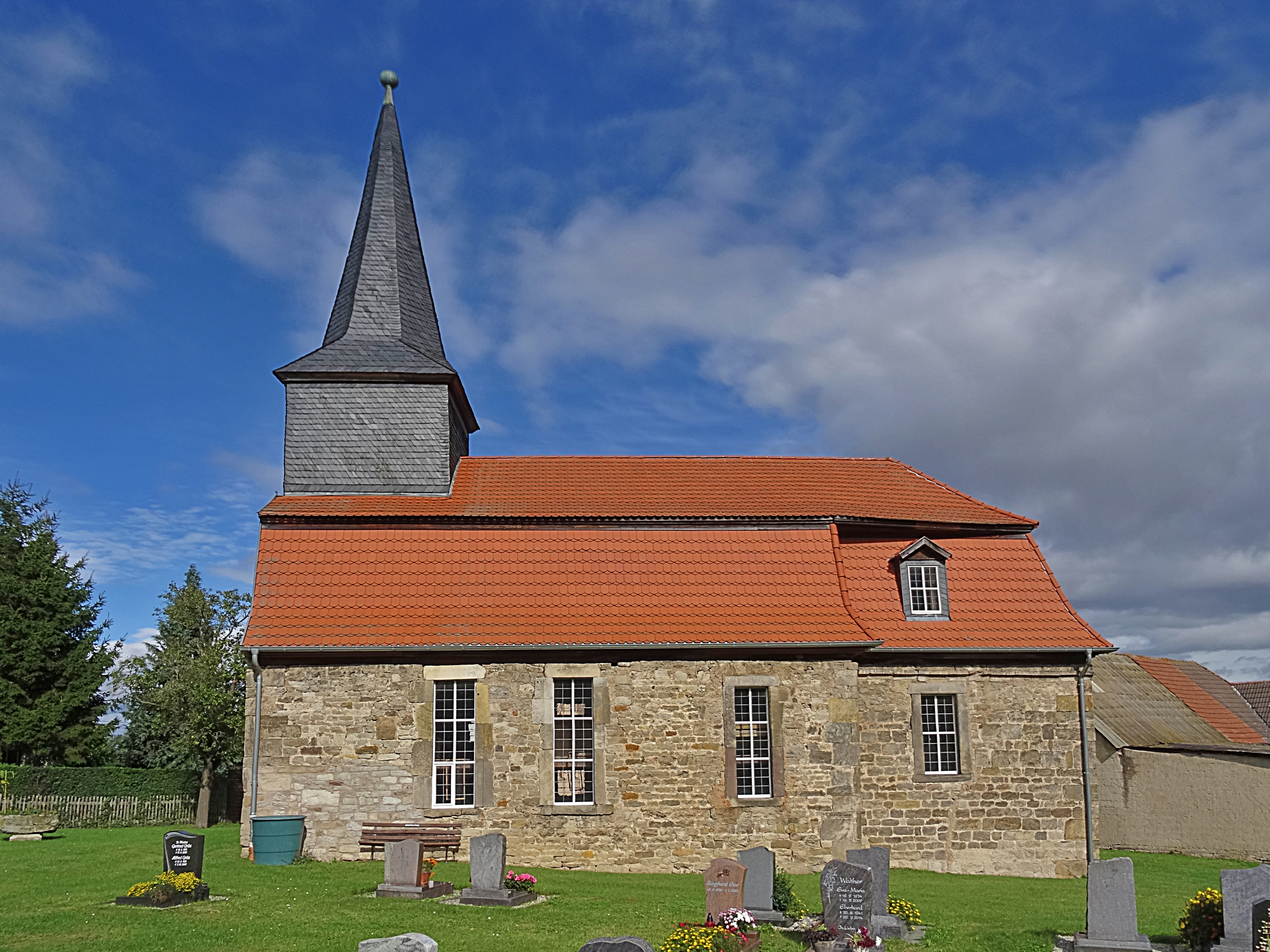
Die Kirche

Die evangelische Dorfkirche St. Johannis steht im Ortsteil Görbitzhausen der Stadt Arnstadt im Ilm-Kreis in Thüringen. Sie gehört zum Pfarramt Marlishausen im Kirchenkreis Arnstadt-Ilmenau der Evangelischen Kirche in Mitteldeutschland.

## Geschichte
Die weithin sichtbare Dorfkirche befindet sich auf einem Hügel. Neben ihr steht eine 1896 zu Martin Luthers 350. Todestag gepflanzte Linde.
Das romanische Gotteshaus ist durch barocke Umbauten geprägt.
1969 fand in der Dorfkirche die letzte Trauung statt. Anschließend wurde sie wegen Baufälligkeit gesperrt. 1980 begann eine stufenweise Restaurierung. Der einsturzgefährdete Westgiebel wurde saniert und die Dacherneuerung erfolgte ab 2000. Seit 2004 ist die Kirche wieder nutzbar.